# Willard Gibbs Medal
Die Willard Gibbs Medal (Willard Gibbs Award) ist ein jährlich von der American Chemical Society (ACS, Sektion Chicago) vergebener Chemie-Preis. Der Preis wurde 1910 von William A. Converse (1862–1940) initiiert (und anfangs auch finanziert), dem Sekretär und zeitweiligen Vorsitzenden der Chicago-Sektion der ACS, und zu Ehren von Josiah Willard Gibbs benannt. Er ist mit einer Goldmedaille verbunden.

## Preisträger
- 1911: Svante Arrhenius
- 1912: Theodore William Richards
- 1913: Leo Hendrik Baekeland
- 1914: Ira Remsen
- 1915: Arthur Amos Noyes
- 1916: Willis R. Whitney
- 1917: Edward W. Morley
- 1918: William M. Burton
- 1919: William A. Noyes
- 1920: Frederick Gardner Cottrell
- 1921: Marie Curie
- 1922: kein Preis
- 1923: Julius Stieglitz
- 1924: Gilbert Newton Lewis
- 1925: Moses Gomberg
- 1926: James Colquhoun Irvine
- 1927: John Jacob Abel
- 1928: William D. Harkins
- 1929: Claude Silbert Hudson
- 1930: Irving Langmuir
- 1931: Phoebus Levene
- 1932: Edward Curtis Franklin
- 1933: Richard Willstätter
- 1934: Harold C. Urey
- 1935: Charles August Kraus
- 1936: Roger Adams
- 1937: Herbert Newby McCoy
- 1938: Robert R. Williams
- 1939: Donald Dexter Van Slyke
- 1940: Vladimir Ipatieff
- 1941: Edward Adelbert Doisy
- 1942: Thomas Midgley
- 1943: Conrad A. Elvehjem
- 1944: George O. Curme
- 1945: Frank C. Whitmore
- 1946: Linus Carl Pauling
- 1947: Wendell Meredith Stanley
- 1948: Carl Ferdinand Cori
- 1949: Peter Debye
- 1950: Carl S. Marvel
- 1951: William Francis Giauque
- 1952: William C. Rose
- 1953: Joel H. Hildebrand
- 1954: Elmer K. Bolton
- 1955: Farrington Daniels
- 1956: Vincent du Vigneaud
- 1957: William Albert Noyes junior (der Sohn von William A. Noyes)
- 1958: Willard Frank Libby
- 1959: Hermann Irving Schlesinger
- 1960: George Bogdan Kistiakowsky
- 1961: Louis Plack Hammett
- 1962: Lars Onsager
- 1963: Paul Doughty Bartlett
- 1964: Izaak M. Kolthoff
- 1965: Robert Mulliken
- 1966: Glenn Theodore Seaborg
- 1967: Robert B. Woodward
- 1968: Henry Eyring
- 1969: Gerhard Herzberg
- 1970: Frank Westheimer
- 1971: Henry Taube
- 1972: John T. Edsall
- 1973: Paul Flory
- 1974: Har Gobind Khorana
- 1975: Hermann F. Mark
- 1976: Kenneth Sanborn Pitzer
- 1977: Melvin Calvin
- 1978: William O. Baker
- 1979: Edgar Bright Wilson
- 1980: Frank Albert Cotton
- 1981: Bert Lester Vallee
- 1982: Gilbert Stork
- 1983: John D. Roberts
- 1984: Elias James Corey Jr.
- 1985: Donald J. Cram
- 1986: Jack Halpern
- 1987: Allen J. Bard
- 1988: Rudolph Arthur Marcus
- 1989: Richard Barry Bernstein
- 1990: Richard N. Zare
- 1991: Günther Wilke
- 1992: Harry B. Gray
- 1993: Peter Dervan
- 1994: Frederick Hawthorne
- 1995: John Meurig Thomas
- 1996: Fred Basolo
- 1997: Carl Djerassi
- 1998: Mario J. Molina
- 1999: Lawrence F. Dahl
- 2000: Nicholas Turro
- 2001: Tobin Marks
- 2002: Ralph Hirschmann
- 2003: John I. Brauman
- 2004: Ronald Breslow
- 2005: David Evans
- 2006: Jacqueline K. Barton
- 2007: Sylvia T. Ceyer
- 2008: Carolyn Bertozzi
- 2009: Louis Brus
- 2010: Maurice Brookhart
- 2011: Robert Bergman
- 2012: Mark Ratner
- 2013: Charles M. Lieber
- 2014: John E. Bercaw
- 2015: John F. Hartwig
- 2016: Laura Kiessling
- 2017: Judith Klinman
- 2018: Cynthia J. Burrows
- 2019: Marcetta Darensbourg
- 2020: Zhenan Bao
- 2021: Sharon Hammes-Schiffer
- 2022: Joseph Francisco
- 2023: Jennifer A. Doudna
- 2024: Eric Jacobsen
- 2025: Chad A. Mirkin[1]